# Diecezja Corner Brook i Labrador
Diecezja Corner Brook i Labrador (łac. Dioecesis Riviangulanensis-Labradorensis, ang. Diocese of Corner Brook and Labrador) – rzymskokatolicka diecezja ze stolicą w Corner Brook, w prowincji Nowa Fundlandia i Labrador, w Kanadzie. Biskupstwo jest sufraganią archidiecezji Saint John’s.
Obecnym biskupem Corner Brook i Labradoru jest Peter Joseph Hundt. Sprawuje posługę na tej katedrze od 1 marca 2011.
W diecezji pracuje 1 zakonnik i 23 siostry zakonne.
Diecezja obejmuje zachodnią część Nowej Fundlandii oraz należącą do świeckiej prowincji Nowa Fundlandia i Labrador część półwyspu Labrador.

## Historia
9 maja 1870 z mocy decyzji Piusa IX, wyrażonej w brewe Quae Catholicae rei, erygowana została prefektura apostolska Zachodniej Nowej Fundlandii. Dotychczas wierni z tych terenów należeli do diecezji Saint John’s (obecnie archidiecezja Saint John’s).
28 kwietnia 1892 omawianą jednostkę podniesiono do godności wikariatu apostolskiego.
18 lutego 1904 papież Pius X wyniósł wikariat apostolski Zachodniej Nowej Fundlandii do rangi diecezji nadając jej nazwę diecezja Saint George’s.
31 maja 2007 do diecezji wcielono część terytorium likwidowanej w tego dnia diecezji Labrador City–Schefferville. W tym dniu omawiana diecezja zmieniła nazwę na obecną.

## Główne świątynie
- Katedra Świętego Zbawiciela i Niepokalanego Poczęcia w Corner Brook
- Bazylika konkatedralna Matki Bożej Nieustającej Pomocy w Labrador City

## Ordynariusze

### Prefekci apostolscy Zachodniej Nowej Fundlandii
- Thomas Sears (1871 - 1885)
- Michael Francis Howley (1885 - 1892)

### Wikariusze apostolscy Zachodniej Nowej Fundlandii
- Michael Francis Howley (1892 - 1894) następnie mianowany biskupem Saint John’s
- Neil McNeil (1895 - 1904)

### Biskupi Saint George’s
- Neil McNeil (1904 - 1910) następnie mianowany arcybiskupem Vancouver
- Michael Fintan Power (1911 - 1920)
- Henry Thomas Renouf (1920 - 1941)
- Michael O’Reilly (1941 - 1970)
- Richard Thomas McGrath (1970 - 1985)
- Raymond John Lahey (1986 - 2003)
- Douglas Crosby OMI (2003 - 2007)

### Biskupi Corner Brook i Labradoru
- Douglas Crosby OMI (2007 - 2010) następnie mianowany biskupem Hamilton
- Peter Joseph Hundt (2011 - 2018)
- Bartolomeus van Roijen (od 2019)